# 미쓰카이도역
미쓰카이도역(일본어: 水海道駅)은 일본 이바라키현 조소시에 위치한 간토 철도 조소 선의 철도역이다. 단선 · 섬식 형태의 2면 3선 복합 승강장 구조를 갖춘 지상역이다.

## 타는 곳
| 1 | ■ 조소 선 | 상행 | 모리야 · 도리데 방면        |
| 1 | ■ 조소 선 | 하행 | 시모쓰마 · 시모다테 방면    |
| 2 | ■ 조소 선 | 상행 | 모리야 · 도리데 방면 (시발) |
| 3 | ■ 조소 선 | 상행 | 모리야 · 도리데 방면        |
| 3 | ■ 조소 선 | 하행 | 시모쓰마 · 시모다테 방면    |

## 이용 현황
| 연도   | 1일 평균 승차 인원 |
| ------ | ------------------ |
| 2005년 | 1,399              |
| 2006년 | 1,398              |
| 2007년 | 1,475              |
| 2008년 | 1,494              |
| 2009년 | 1,407              |
| 2010년 | 1,345              |
| 2011년 | 1,306              |
| 2012년 | 1,382              |
| 2013년 | 1,451              |
| 2014년 | 1,462              |

## 역 주변
- 조소 시청
- 미쓰카이도 제 1 홀

## 인접 역
| 간토 철도 ■ 조소 선 | 간토 철도 ■ 조소 선 | 간토 철도 ■ 조소 선          |
| ------------------- | ------------------- | ---------------------------- |
| 모리야 도리데 방면  | 쾌속                | 이시게 시모다테 방면         |
| 고키누 도리데 방면  | 보통                | 기타미쓰카이도 시모다테 방면 |